# Testimonio fatal
Testimonio fatal (título original en inglés: Tight Spot) es una película policial de cine negro estadounidense de 1955 dirigida por Phil Karlson y protagonizada por Ginger Rogers, Edward G. Robinson y Brian Keith. La historia se inspiró en las tácticas de mano dura del entonces destacado senador estadounidense Estes Kefauver al obligar a Virginia Hill a testificar en el infame procesamiento contra Bugsy Siegel por crimen organizado; el senador demócrata de Tennessee atrajo la atención nacional con el nuevo medio de audiencias de investigación televisadas en el Capitolio en Washington D. C..

## Argumento
Sherry Conley es una modelo que está en prisión por un delito que no cometió conscientemente. El fiscal estadounidense Lloyd Hallett le ofrece un trato por su libertad si testifica como testigo en el juicio del mafioso Benjamin Costain. Hallett la esconde en un hotel donde intenta convencerla de que testifique a pesar del peligro. Está bajo la protección de un equipo de detectives liderado por el teniente Vince Striker y Willoughby, la amigable matrona de prisión de Conley. Allí se demora en tomar una decisión final mientras disfruta de comidas caras del servicio de habitaciones. A pesar de nunca estar solos en la habitación del hotel, comienzan a volar chispas entre el teniente Striker y Conley.
A través de sus contactos internos corruptos, Costain descubre dónde se encuentra retenida Conley y envía a sus matones a matarla. Conley recibe un disparo en el brazo y sobrevive al intento de asesinato cuando Striker mata al agresor, pero Willoughby recibe un disparo y queda gravemente herido. Cuando Striker sale del hotel, los hombres de Costain obligan a Striker a subir a un automóvil y lo llevan a Costain. Pero no es un secuestro, ya que Striker resulta ser un policía corrupto que trabaja para Costain. Costain se entera de que Conley está siendo transferida a la cárcel de la ciudad para mayor protección y le dice a Striker que tendrá que matar a Conley él mismo si no ayuda a organizar otro intento de asesinato en el hotel. Le dicen que deje la ventana del baño abierta para el asesino de Costain.
En el hotel, Hallett intenta utilizar a Clara, la egoísta y poco solidaria hermana de Conley, para persuadirla a testificar, pero las dos hermanas solo discuten y Conley no coopera. Striker, sin darse cuenta, casi le revela su duplicidad a Hallett, pero una llamada telefónica a Hallett interrumpe su conversación y el hilo de pensamiento de Hallett. Se enteran de que Willoughby ha muerto en el hospital. Conley, quien apreciaba y respetaba a Willoughby, se enoja por su muerte y acepta testificar contra Costain. Striker, que se preocupa por Conley, intenta disuadirla pero no puede y, de mala gana, continúa con el plan para matarla. Momentos antes de que llegue el asesino, Hallett regresa para escoltar a Conley a la cárcel de la ciudad, desde donde la llevarán a la sala del tribunal para que presente su testimonio. Mientras se cambia de ropa en el dormitorio, Hallett conversa con Striker, y las bromas del abogado llevan al nervioso Striker a un punto de ruptura. Abruptamente abre la puerta del dormitorio de una patada, dispara al asesino y salva a Conley a costa de su propia vida. La ventana abierta les dice a Conley y Hallett que él había preparado su asesinato, pero en el último momento cambió de opinión.
Conley sube al estrado en el juicio de Costain y describe su ocupación como «destructora de pandillas».

## Reparto
- Ginger Rogers como Sherry Conley.
- Edward G. Robinson como Lloyd Hallett.
- Brian Keith como Vince Striker.
- Lucy Marlow como chica de prisión.
- Lorne Greene como Benjamin Costain.
- Katherine Anderson como la Sra. Willoughby.
- Allen Nourse como Marvin Rickles.
- Peter Leeds como Fred Packer.
- Doye O'Dell como Mississippi Mac.
- Eve McVeagh como Clara Moran.
- Frank Gerstle como Jim Hornsby (sin acreditar).
- John Larch como primer detective (sin acreditar).

## Producción
La película originalmente se llamó Dead Pigeon y se basó en la obra de teatro del mismo nombre. La obra contó sólo con tres personajes; las personas a las que se hace referencia pero que no se ven en la obra, como el fiscal del distrito, se agregaron a la versión cinematográfica.
La fotografía principal de Tight Spot tuvo lugar del 7 de septiembre al 28 de octubre de 1954. Para Edward G. Robinson, Tight Spot fue la segunda película de un acuerdo de dos películas alcanzado con Columbia, cuando su edad y su actividad política lo habían relegado a su período de «cine B». Para Ginger Rogers, ella estaba jugando contra el tipo en el papel de «la chica de un gángster dura y astuta».

## Recepción
Cuando se estrenó Tight Spot, el crítico de The New York Times, Howard Thompson, le dio a la película una crítica positiva, escribiendo: «'Tight Spot' es un pequeño melodrama bastante bueno, de esos que sigues apoyando, como generalmente sucedía cuando 'Dead Pigeon' de Lenard Kantor apareció en Broadway hace un tiempo... A lo largo del camino hay algunos adornos bonitos y realistas, el Sr. Karlson, o alguien, tuvo la brillante idea de subrayar la tensión con sonidos de un programa campesino televisado (visto, lamentablemente). Por dinero, la mejor escena, preparada por el guionista William Bowers, es la nada menos que tierna reunión de la señorita Rogers y su hermana (Eve McVeagh). No hay competencia para las dos estrellas de 'Anastasia' calle abajo, pero sí una escena fea y una pepita abrasadora... De hecho, la autosuficiencia de la señorita Rogers en todo momento difícilmente sugiere que alguien haya sido un chivo expiatorio, y mucho menos un posible ganso perdido. Pero aborda su papel con evidente gusto profesional. El señor Keith y el señor Robinson son absolutamente excelentes. Lorne Greene es un capo del crimen de primer nivel y Katherine Anderson es una matrona sólida y atractiva».
En una reseña retrospectiva, el historiador de cine Leonard Maltin caracterizó a Tight Spot como una «pequeña película sólida» con una actuación virtuosa de Ginger Rogers. «Rogers, testigo clave en el próximo juicio de un señor del crimen de Nueva York, hace un montón de combates verbales de alto volumen al estilo Nacida ayer con Keith, su guardaespaldas teniente de la policía».

## Preservación
El Academy Film Archive conservó Tight Spot en 1997.